# 2009年欧州議会議員選挙 (ポルトガル)
2009年欧州議会議員選挙（2009ねんおうしゅうぎかいぎいんせんきょ）は、欧州連合（EU）の議会組織である欧州議会の議員を選出するため、欧州連合に加盟する27カ国で2009年6月4日～7日にかけて行われた選挙である。欧州連合に加盟しているポルトガル共和国では、2009年6月7日に実施された。本稿ではポルトガル共和国における欧州議会議員選挙の結果について取り上げる。

## 概要
- 欧州議会議員定数（ポルトガル）：22名
- 欧州議会議員の任期：5年
- 選挙制度：比例代表
  - 選挙区：全国1区
  - 投票：政党リストのいずれか一つに投票
  - 議席配分：全国単位で集計された得票数に応じてドント方式で配分（議席阻止条項は無し）

## 選挙結果
- 投票日：2009年6月7日
- 有権者：9,704,559名

| 党派                         | 得票数    | 得票率 | 議席数 |
| ---------------------------- | --------- | ------ | ------ |
| 社会民主党(PPD/PSD)          | 1,131,744 | 31.71  | 8      |
| 社会党(PS)                   | 946,818   | 26,53  | 7      |
| 左翼ブロック(B.E.)           | 382,667   | 10,72  | 3      |
| 統一民主同盟(CDU)            | 379,787   | 10,64  | 2      |
| 民主社会中道・人民党(CDS-PP) | 298,423   | 8,36   | 2      |
| その他の政党                 | 193,756   | 5.42   | 0      |
| 白票                         | 165,830   | 4.65   | －     |
| 無効票                       | 69,918    | 1.96   | －     |
| 合計                         | 3,568,943 |        | 22     |

- 投票率：36.78％
- 出所“CNE Resultados Eleitorais Parlamento Europeu - 07/06/2009”
- 統一民主同盟は、ポルトガル共産党（PCP）と「緑の党」（PEV）による選挙連合。
- 議席を獲得することができなかった政党や候補者連合の得票については、「その他の政党」として一括して掲載した。